# 鎌田智勝
鎌田 智勝（かまた ともかつ、1985年9月15日 - ）は、日本の元男子バレーボール選手。2011年までVプレミアリーグのFC東京に所属していた。

## 来歴
宮城県加美郡加美町出身。仙台育英高校を卒業後、ノースアジア大学へ進学。大学在学中の2007年にFC東京へ加入し、翌年入団した。
2010年、全日本代表登録メンバーに初選出された。
2011年、一身上の都合によりFC東京を退団した。

## 所属チーム
- 仙台育英高校
- ノースアジア大学
- FC東京（2008-2011年）